# Sinoelaterium melanovolor
Sinoelaterium melanovolor là một loài bọ cánh cứng trong họ Elateridae. Loài này được Ping miêu tả khoa học năm 1928.